# Campionato Paulista 1959
Il Campionato Paulista 1959 è stata la 58ª edizione della massima serie calcistica dello stato di San Paolo, organizzata dalla Federaçao Paulista de Futebol. Il torneo è iniziato il 24 maggio 1959 e si è concluso il 10 gennaio 1960 con la vittoria del Palmeiras nella finale dello spareggio contro i rivali del Santos.
Capocannoniere del torneo, per il terzo anno consecutivo, è stato Pelé con 46 reti.

## Stagione

### Novità
A seguito della vittoria del Campionato Paulista A2 della stagione precedente, il Comercial di Ribeirão Preto sostituisce l'Ypiranga, retrocesso al termine del precedente campionato.

### Formula
Il campionato si disputò in un girone unico, con partite di andata e ritorno. Data la situazione di parità tra Santos e Palmeiras in vetta alla classifica, fu deciso di far disputare alle due squadre un playoff: il titolo sarebbe stato assegnato alla squadra che in tre scontri diretti avrebbe conquistato il maggior numero di punti.

## Squadre partecipanti
| Club                | Città                 |
| ------------------- | --------------------- |
| América-SP          | São José do Rio Preto |
| Botafogo-SP         | Ribeirão Preto        |
| Comercial (RP)      | Ribeirão Preto        |
| Comercial (SP)      | San Paolo             |
| Corinthians         | San Paolo             |
| Ferroviária         | Araraquara            |
| Guarani             | Campinas              |
| Jabaquara           | Santos                |
| Juventus-SP         | San Paolo             |
| Nacional-SP         | San Paolo             |
| Noroeste            | Bauru                 |
| Palmeiras           | San Paolo             |
| Ponte Preta         | Campinas              |
| Portuguesa          | San Paolo             |
| Portuguesa Santista | Santos                |
| San Paolo           | San Paolo             |
| Santos              | Santos                |
| Taubaté             | Taubaté               |
| XV de Jaú           | Jaú                   |
| XV de Piracicaba    | Piracicaba            |

## Classifica finale
|  | Pos. | Squadra             | Pt | G  | V  | N  | P  | GF  | GS | DR  |
|  | ---- | ------------------- | -- | -- | -- | -- | -- | --- | -- | --- |
|  | 1.   | Palmeiras           | 63 | 38 | 29 | 5  | 4  | 107 | 32 | +75 |
|  | 1.   | Santos              | 63 | 38 | 30 | 3  | 5  | 151 | 53 | +98 |
|  | 3.   | San Paolo           | 53 | 38 | 22 | 9  | 7  | 79  | 38 | +41 |
|  | 3.   | Ferroviária         | 53 | 38 | 23 | 7  | 8  | 78  | 44 | +34 |
|  | 5.   | Corinthians         | 50 | 38 | 23 | 4  | 11 | 75  | 45 | +30 |
|  | 6.   | Portuguesa          | 45 | 38 | 20 | 5  | 13 | 86  | 62 | +24 |
|  | 7.   | Botafogo-SP         | 37 | 38 | 12 | 13 | 13 | 61  | 52 | +9  |
|  | 7.   | Taubaté             | 37 | 38 | 16 | 5  | 17 | 56  | 70 | -14 |
|  | 9.   | Noroeste            | 35 | 38 | 16 | 3  | 19 | 59  | 67 | -8  |
|  | 10.  | Juventus-SP         | 33 | 38 | 11 | 11 | 16 | 71  | 67 | +4  |
|  | 11.  | XV de Piracicaba    | 32 | 38 | 11 | 10 | 17 | 54  | 69 | -15 |
|  | 11.  | Jabaquara           | 32 | 38 | 12 | 8  | 18 | 50  | 73 | -23 |
|  | 13.  | Ponte Preta         | 31 | 38 | 12 | 7  | 19 | 57  | 86 | -29 |
|  | 13.  | Guarani             | 31 | 38 | 12 | 7  | 19 | 57  | 81 | -24 |
|  | 13.  | Comercial (RP)      | 31 | 38 | 12 | 7  | 19 | 53  | 77 | -24 |
|  | 16.  | América-SP          | 30 | 38 | 12 | 6  | 20 | 44  | 78 | -34 |
|  | 17.  | Portuguesa Santista | 29 | 38 | 12 | 5  | 21 | 54  | 90 | -36 |
|  | 18.  | XV de Jaú           | 27 | 38 | 11 | 5  | 22 | 48  | 83 | -35 |
|  | 19.  | Nacional-SP         | 26 | 38 | 9  | 8  | 21 | 57  | 90 | -33 |
|  | 20.  | Comercial (SP)      | 22 | 38 | 6  | 10 | 22 | 52  | 92 | -40 |

Legenda:

      Ammesse allo Spareggio scudetto

      Retrocesse in Campionato Paulista A2 1960
Regolamento:

Due punti a vittoria, uno a pareggio, zero a sconfitta.

## Risultati
Ogni riga indica i risultati casalinghi della squadra segnata a inizio della riga, contro le squadre segnate colonna per colonna (che invece avranno giocato l'incontro in trasferta). Al contrario, leggendo la colonna di una squadra si avranno i risultati ottenuti dalla stessa in trasferta, contro le squadre segnate in ogni riga, che invece avranno giocato l'incontro in casa.
Alcune gare sono state giocate sia all'andata che al ritorno nello stesso stadio, ma il tabellone dei risultati riporta questi ultimi come se le partite si fossero giocate in casa e in trasferta, per una migliore comprensione. Ne sono un esempio le sfide tra Corinthians e Comercial (San Paolo), giocate entrambe in casa del Corinthians.
|                     | AME  | BOT  | CRP  | CSP  | COR  | FER  | GUA  | JAB  | JUV  | NAC  | NOR  | PAL  | PPR  | PTG  | PSA  | SPA  | SAN  | TAU  | XVJ  | XVP  |
| ------------------- | ---- | ---- | ---- | ---- | ---- | ---- | ---- | ---- | ---- | ---- | ---- | ---- | ---- | ---- | ---- | ---- | ---- | ---- | ---- | ---- |
| América-SP          | –––– | 3-1  | 3-1  | 1-0  | 0-3  | 1-2  | 1-0  | 3-1  | 3-1  | 1-0  | 1-0  | 0-4  | 2-2  | 1-0  | 4-0  | 0-2  | 2-3  | 1-0  | 3-2  | 0-0  |
| Botafogo-SP         | 2-2  | –––– | 2-1  | 5-0  | 1-1  | 0-1  | 3-0  | 1-1  | 5-1  | 3-0  | 6-3  | 2-2  | 7-1  | 1-2  | 2-2  | 1-0  | 1-3  | 1-0  | 2-0  | 0-0  |
| Comercial (RP)      | 1-0  | 1-0  | –––– | 1-1  | 2-0  | 0-1  | 4-1  | 3-2  | 1-0  | 1-1  | 4-1  | 0-1  | 2-1  | 1-0  | 2-1  | 4-4  | 2-6  | 3-1  | 4-0  | 1-1  |
| Comercial (SP)      | 0-0  | 3-3  | 2-1  | –––– | 0-1  | 0-3  | 3-3  | 2-4  | 4-4  | 2-0  | 3-0  | 1-3  | 0-3  | 0-5  | 2-2  | 2-0  | 1-3  | 6-3  | 1-2  | 0-0  |
| Corinthians         | 1-1  | 2-1  | 7-1  | 3-1  | –––– | 2-0  | 2-0  | 3-0  | 1-0  | 3-0  | 2-0  | 0-3  | 3-2  | 3-1  | 5-1  | 0-4  | 2-3  | 1-2  | 4-1  | 1-0  |
| Ferroviária         | 7-1  | 1-0  | 5-1  | 3-2  | 3-1  | –––– | 3-0  | 2-0  | 3-0  | 1-1  | 2-0  | 0-3  | 1-0  | 4-2  | 5-1  | 0-1  | 2-5  | 4-2  | 3-2  | 2-0  |
| Guarani             | 6-3  | 1-1  | 4-0  | 1-1  | 0-2  | 2-1  | –––– | 1-0  | 2-1  | 2-1  | 3-0  | 2-3  | 0-0  | 1-2  | 1-0  | 0-2  | 3-2  | 3-1  | 1-1  | 3-2  |
| Jabaquara           | 1-1  | 0-0  | 1-0  | 1-1  | 0-1  | 2-1  | 3-1  | –––– | 0-0  | 5-2  | 2-0  | 2-5  | 1-0  | 2-6  | 3-1  | 1-2  | 4-3  | 0-1  | 3-2  | 3-1  |
| Juventus-SP         | 5-0  | 1-1  | 4-0  | 1-2  | 0-2  | 3-3  | 5-1  | 1-0  | –––– | 0-0  | 3-2  | 0-2  | 6-0  | 3-3  | 4-1  | 2-2  | 0-4  | 4-1  | 3-0  | 3-0  |
| Nacional-SP         | 2-0  | 3-1  | 2-2  | 6-2  | 1-4  | 2-4  | 3-3  | 2-5  | 1-1  | –––– | 3-1  | 0-2  | 3-0  | 1-3  | 1-1  | 1-2  | 0-4  | 2-1  | 3-2  | 3-1  |
| Noroeste            | 2-0  | 3-0  | 3-3  | 1-0  | 6-3  | 0-0  | 4-1  | 2-0  | 2-1  | 3-0  | –––– | 1-4  | 0-2  | 2-0  | 4-1  | 1-0  | 3-4  | 4-0  | 1-0  | 1-1  |
| Palmeiras           | 3-0  | 2-0  | 5-1  | 6-1  | 1-1  | 2-1  | 6-0  | 2-0  | 1-1  | 7-1  | 3-0  | –––– | 6-1  | 1-1  | 3-1  | 2-0  | 5-1  | 5-0  | 1-0  | 2-1  |
| Ponte Preta         | 2-1  | 1-2  | 0-1  | 3-2  | 1-3  | 0-0  | 1-2  | 1-1  | 2-0  | 3-1  | 2-1  | 2-4  | –––– | 2-1  | 2-0  | 1-1  | 2-3  | 4-1  | 6-3  | 0-0  |
| Portuguesa          | 3-2  | 1-0  | 3-1  | 1-0  | 0-3  | 5-1  | 6-3  | 3-0  | 1-1  | 4-2  | 2-0  | 0-0  | 4-1  | –––– | 1-2  | 0-0  | 1-5  | 2-0  | 3-0  | 3-1  |
| Portuguesa Santista | 3-2  | 1-1  | 5-2  | 2-0  | 1-1  | 1-3  | 1-0  | 2-0  | 1-0  | 4-3  | 0-1  | 0-3  | 5-0  | 3-9  | –––– | 1-2  | 1-6  | 1-0  | 3-0  | 2-0  |
| San Paolo           | 2-1  | 3-0  | 2-0  | 3-0  | 1-0  | 2-2  | 4-2  | 6-0  | 1-0  | 3-0  | 1-2  | 2-0  | 1-1  | 3-2  | 4-2  | –––– | 2-1  | 1-2  | 5-0  | 5-0  |
| Santos              | 8-0  | 2-2  | 2-0  | 4-2  | 4-1  | 0-0  | 4-1  | 7-0  | 5-1  | 2-0  | 6-1  | 7-3  | 12-1 | 5-0  | 3-1  | 4-3  | –––– | 2-0  | 8-2  | 4-0  |
| Taubaté             | 3-0  | 2-0  | 2-2  | 3-1  | 2-1  | 0-3  | 1-0  | 1-1  | 5-4  | 1-1  | 1-0  | 0-2  | 4-3  | 2-1  | 4-0  | 1-1  | 1-1  | –––– | 3-1  | 2-0  |
| XV de Jaú           | 2-0  | 1-0  | 1-0  | 3-3  | 0-2  | 0-0  | 0-2  | 2-0  | 2-2  | 1-3  | 2-1  | 1-0  | 0-3  | 1-3  | 4-0  | 0-0  | 1-0  | 1-2  | –––– | 1-0  |
| XV de Piracicaba    | 3-0  | 2-2  | 1-0  | 4-1  | 1-0  | 0-1  | 2-2  | 1-1  | 3-5  | 5-2  | 1-3  | 1-0  | 2-1  | 4-2  | 3-0  | 2-2  | 2-5  | 3-1  | 6-5  | –––– |

## Spareggio
Al termine della stagione il Palmeiras e il Santos si ritrovarono a pari punti in vetta alla classifica e con una situazione di totale parità negli scontri diretti: nella sfida di andata si impose il Santos per 7-3, in quella di ritorno il Palmeiras per 5-1. Fu dunque deciso di disputare tre partite tra le due rivali e assegnare il titolo alla squadra che avrebbe totalizzato più punti nei tre incontri. Le prime due gare di playoff furono tuttavia pareggiate, rendendo de facto la terza gara una finale per l'assegnazione dello scudetto, vinta dal Palmeiras. Tutte le partite furono disputate al Paceambu, nella capitale.
Per il tasso tecnico espresso dalle due compagini e per l'equilibrio nei risultati durato per tutta la competizione sino all'ultima partita, questa edizione del Paulistão è soprannominata "Supercampionato Paulista".

### Partite
| Arbitro: | Stefan Walter Glanz |

|              |           |          |
| Zequinha 34’ | Marcatori | 22’ Pelé |

| Arbitro: | Catão Montez Júnior |

|                             |           |                                  |
| Pepe 25’ (rig.), 81’ (rig.) | Marcatori | 48’ (aut.) Getúlio 5’ Chinesinho |

| Arbitro: | Anacleto Pietrobon |

|                         |           |          |
| Julinho 43’ Romeiro 48’ | Marcatori | 14’ Pelé |